# Blackwall Glacier
Blackwall Glacier är en glaciär i Antarktis. Den ligger i den centrala delen av kontinenten. Nya Zeeland gör anspråk på området. Blackwall Glacier ligger 1 645 meter över havet.
Terrängen runt Blackwall Glacier är kuperad åt sydväst, men åt nordost är den bergig. Trakten är obefolkad. Det finns inga samhällen i närheten. 